# Yvan Homel
Yvan Homel, né le 24 avril 1924 à La Houssière et mort le 3 février 2010 à Saint-Dié-des-Vosges dans les Vosges, est un résistant et homme politique français.

## Biographie
Jeune homme d'origine paysanne, orphelin de père et de mère recueilli par son oncle agriculteur à Vienville, Yvan Homel rejoint en 1943 le maquis de Corcieux, à 19 ans. Arrêté en juin 1944, il est déporté en direction du camp nazis du Struthof, puis de Dachau, Haslach-Barbe (de) et enfin Vaihingen. Il y connaît la torture, la faim, les humiliations, mais survit et est libéré en avril 1945. Quand il revient des camps de concentration, il pèse 32 kg.
Agriculteur à Aumontzey, il devient premier magistrat de sa commune en 1965 et le restera pendant trente ans. De 1972 à 1982, il est conseiller général du canton de Corcieux.
En 2004, il publie le récit de sa déportation dans son livre "Yvan, 10 mois en enfer".

## Décorations
- Officier de la Légion d'honneur
- Chevalier du Mérite agricole
- Croix de guerre 1939-1945 avec palme
- Croix du combattant volontaire de la Résistance
- Médaille de Déporté de la Résistance
- Médaille de la déportation et de l'internement pour faits de Résistance